# Emirato di Ajman
L'emirato di ʿAjman (in arabo عجمان‎?, ʿAğmān, traslitterato anche ʿUğmān) è il più piccolo Stato membro degli Emirati Arabi Uniti. Ha una superficie di 250 km² e la capitale è la città di ʿAjmān.
Situata sul bordo del Golfo Persico comprende due enclave agricole nell'interno del paese: Maṣfūt (a 110 km a SE) e Manāma (60 km a E). La principale attività economica è l'agricoltura, con le colture di datteri, e la pesca.
La sua popolazione è di circa 505 000 abitanti (nei primi anni novanta erano 64.000), principalmente raggruppati nella capitale omonima. La popolazione ha conosciuto una forte crescita in questi ultimi anni a causa dell'immigrazione proveniente dagli altri emirati di Dubai e di Sharja (arabo Shāriqa), come pure da altri paesi.
Suo sovrano attuale è l'Emiro Shaykh Ḥumayd bin Rāshid al-Nuʿaymī. Il principe ereditario è Shaykh ʿAmmār bin Ḥumayd al-Nuʿaymī.

## Elenco degli emiri
| Periodo                      | Nome                                 | Annotazioni   |
| ---------------------------- | ------------------------------------ | ------------- |
| 17.. - 17..                  | Rashid Al Nuaimi                     |               |
| 17.. - 1816                  | Humaid bin Rashid Al Nuaimi          |               |
| 1816 - 1838                  | Rashid I bin Humaid Al Nuaimi        |               |
| 1838 - 1841                  | Humaid I bin Rashid Al Nuaimi        | Prima volta   |
| maggio 1841 - settembre 1848 | Abd al-Aziz I bin Rashid Al Nuaimi   |               |
| settembre 1848 - 1864        | Humaid I bin Rashid Al Nuaimi        | Seconda volta |
| 1864 - 1891                  | Rashid II bin Humaid Al Nuaimi       |               |
| 1891 - 8 luglio 1900         | Humaid II bin Rashid Al Nuaimi       |               |
| 8 luglio 1900 - 1910         | Abd al-Aziz II bin Humaid Al Nuaimi  |               |
| 1910 - 1928                  | Humaid III bin Abd al-Aziz Al Nuaimi |               |
| 1928 - 6 settembre 1981      | Rashid III bin Humaid Al Nuaimi      |               |
| dal 6 settembre 1981         | Humaid IV bin Rashid Al Nuaimi       |               |